# 이누카이 쓰요시

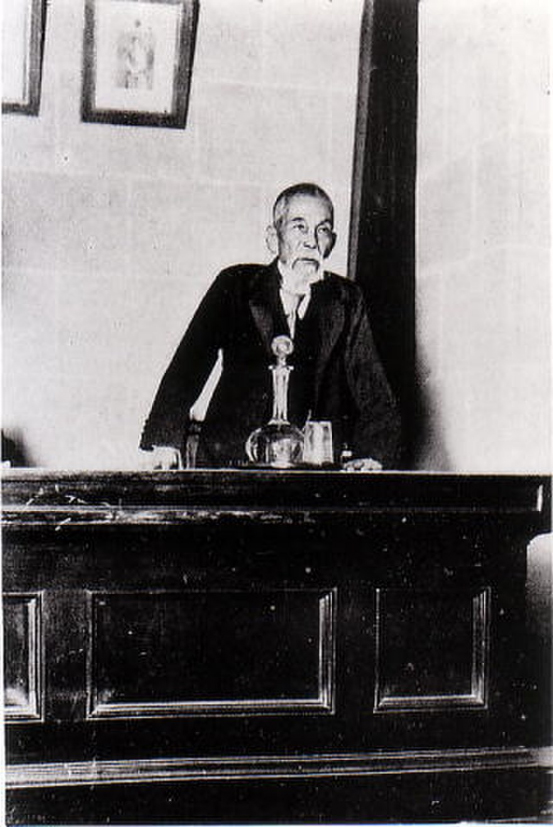
연설하는 이누카이(세이유카이 총재 시절)

이누카이 쓰요시(일본어: 犬養毅 いぬかい つよし[*], 안세이 2년 음력 4월 20일 (1855년 6월 4일) ~ 쇼와 7년 (1932년 5월 15일)는 일본 제국의 정치가이자 제29대 내각총리대신으로, 1931년 와카쓰키 레이지로 수상이 사임하자 그 뒤를 이어 총리가 되었다.
빗추국 가야군(지금의 오카야마현 오카야마시 기타구 기비) 향사집안에서 태어났다.
1931년 하토야마 이치로와 함께 하마구치 내각이 추진하던 런던 해군 군축 회담에 반대하였다.
1932년 5월 15일, 도쿄에서 해군 장교들에 의해 일어난 5·15 사건 당시에 해군 소위 구로이와 이사무(黒岩勇)의 총에 맞아 암살당했다.

## 같이 보기
- 이누카이 내각
- 이누카이 다케루
- 구리모토 조운
- 라쉬 비하리 보스
- 쑨원
- 판보이쩌우
- 고베 중화동문학교
- 하야시 준페이
- 타임 (잡지)
- 미야시마 에이지